# Republicanismo na Espanha
O republicanismo na Espanha é uma posição política e um movimento que defende que a Espanha deve ser uma república.
Especialmente ao longo dos séculos XIX, XX e XXI, se manifestou na Espanha uma tendência de pensamento republicano em diversos partidos e movimentos políticos. Embora esses movimentos compartilhassem o objetivo de estabelecer uma república, ao longo desses três séculos surgiram distintas escolas de pensamento sobre a forma seria dada ao Estado espanhol: unitário ou federal.
Apesar das longas correntes de movimentos republicanos no país, o governo da Espanha foi organizado como uma república durante apenas dois curtos períodos de sua história, que totalizaram nove anos e oito meses. A Primeira República Espanhola durou de fevereiro de 1873 a dezembro de 1874, e a Segunda República Espanhola, de abril de 1931 a abril de 1939.
Sob o atual sistema monárquico espanhol, existem movimentos e partidos políticos em todo o espectro político que defendem uma Terceira República Espanhola. Apesar de contarem com um apoio mais amplo dentro do campo político de esquerda, também existem partidos liberais, conservadores e nacionalistas com posições republicanas.